# Blackstone Group
The Blackstone Group Inc. ist eine börsennotierte US-amerikanische Investmentgesellschaft mit Hauptsitz in New York City. Die Firma ist einer der weltgrößten Investoren im Bereich Alternative Investments. Zu den Tätigkeitsfeldern des Unternehmens gehören Immobiliengeschäfte, Private Equity, sowie Kredit- und Hedge Fonds-Strategien.
Das verwaltete Vermögen (AUM) lag zum 31. März 2025 bei einer Billion US-Dollar. Im April 2019 gab Blackstone bekannt, dass es von einer börsengehandelten Personengesellschaft zu einer Körperschaft (Corporation) wechseln würde.

## Unternehmensprofil
Die Blackstone Group besitzt Niederlassungen in New York (345 Park Avenue), Atlanta, Boston, Chicago, Dallas, Frankfurt am Main, Hongkong, Houston, London, Los Angeles, Menlo Park, Mumbai, Paris, San Francisco und Tokio.
Das Unternehmen ist in die vier Geschäftsfelder Corporate Private Equity, Real Estate, Marketable Alternative Asset Management und Financial Advisory aufgeteilt.

GSO Capital ist die Tochtergesellschaft der Blackstone Group auf dem Gebiet des kreditorientierten Asset Managements.
Den Vorsitz des Aufsichtsrates hat der Gründer des Unternehmens Stephen A. Schwarzman inne, der auch Chief Executive Officer ist.
Bekannte Beteiligungen der Blackstone-Gruppe (Stand April 2016):
- Industrie: TRW Automotive, Nalco, Freescale Semiconductor, MB Aerospace (X/2015[7])
- Glas: Gerresheimer
- Medien- und Unterhaltungsbranche: Merlin Entertainments Group, Universal Orlando Resort, Cineworld, Houghton Mifflin, SeaWorld
- Energie und Entsorgung: Allied Waste, Texas Genco
- Verpackung: Graham Packaging
- Telekommunikation: Deutsche Telekom, Aktienanteil von 4,5 %
- Finanzen: Allianz SE, Aktienanteil von 5,3 %
- Gesundheitswesen: Southern Cross Healthcare
- Gastronomie: Spirit Group
- Mode: Jack Wolfskin (2011–2017)[8], Spanx Inc.[9]
- Hotelgewerbe: Hilton Hotels (IV/2007[10]), enge Zusammenarbeit auf dem deutschen Hotelmarkt mit der Event Hotel Gruppe, 2007 Kauf der ehemaligen Interhotels der DDR, The Cosmopolitan, Las Vegas (III/2013[11])
- Produktion: Leica (X/2011[12])

Zum Beispiel besitzt Blackstone durch Tochtergesellschaften mindestens 3500 Wohnungen in Berlin.
Laut eigenen Angaben plant Blackstone, verstärkt Geschäfte in Europa zu tätigen. Im „International Advisory Board“ des Unternehmens sind daher unter anderem Roland Berger (als „Chairman of Blackstone Germany“) und Ron Sommer vertreten.

## Geschichte

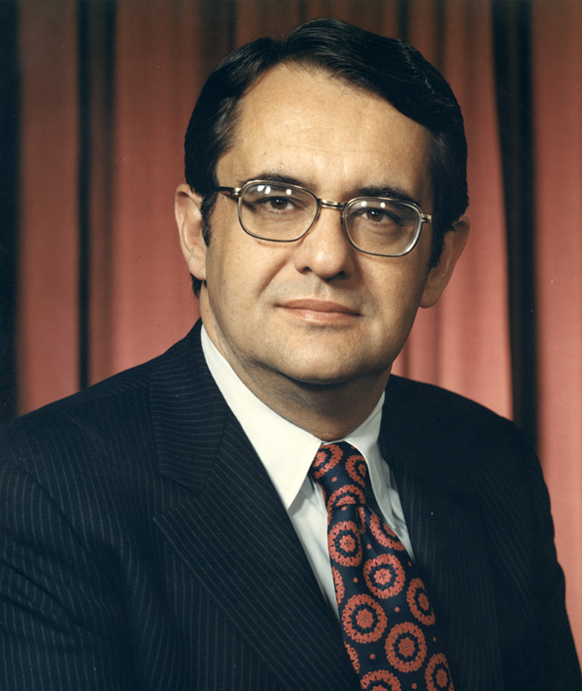
Peter George Peterson

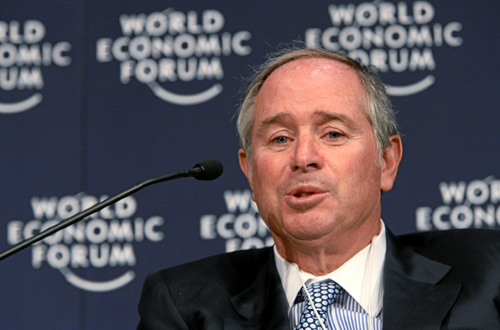
Stephen A. Schwarzman

Das Unternehmen wurde 1985 vom früheren US-Handelsminister Peter George Peterson, der sich 2008 aus dem Unternehmen zurückzog, und von Stephen A. Schwarzman gegründet.
1988 wurde die zunächst auf Hypothekendeals und festverzinsliche Anlagen spezialisierte BlackRock als Tochtergruppe gegründet. Diese spaltete sich jedoch 1994 nach einer Entwicklung zum Vermögensverwalter endgültig von Blackstone ab.
Ende 2004 übernahm das Unternehmen 31.000 Wohnungen von der Beteiligungsgesellschaft WCM für 1,4 Milliarden Euro. Es handelte sich dabei um den Wohnungsbestand der Kieler Wohnungsbaugesellschaft mit 9500 Wohnungen. Ferner um 3800 Wohnungen in Wuppertal, 5800 in der Region Mönchengladbach sowie 500 in weiteren Regionen.
Ende April 2006 erwarb Blackstone für 2,68 Milliarden Euro einen 4,6-prozentigen Anteil an der Deutschen Telekom von der staatseigenen Kreditanstalt für Wiederaufbau (KfW), die weitere 17,5 Prozent an der Telekom hält. Blackstone verpflichtete sich, die Aktien für mindestens zwei Jahre zu halten.
Am 19. November 2006 wurde zwischen Blackstone und der amerikanischen Immobilienfirma Equity Office Properties eine Übernahmevereinbarung unterzeichnet. Die Transaktion sollte ein Volumen von 36 Milliarden US-Dollar haben. Im Februar 2007 kam die bis dahin größte fremdfinanzierte Übernahme einschließlich Schulden für 39 Milliarden US-Dollar zu Stande.
Gegen den Widerstand des US-Senats fand am 22. Juni 2007 der Börsengang der Blackstone Group zu einem Emissionskurs von 31 US-Dollar an der New York Stock Exchange statt. Dabei überstieg die Nachfrage nach Aktien das Angebot von 133 Millionen Stückaktien um etwa das 6fache. Der Börsengang erzielte 4,13 Milliarden US-Dollar. Seither wird die Aktie unter dem Kürzel BX gehandelt.
Bereits im Vorfeld des Börsengangs wurde über eine Beteiligung eines chinesischen Staatsfonds in Höhe von drei Milliarden US-Dollar berichtet. Die China Investment Corporation sicherte sich 9,3 Prozent der Anteile von Blackstone.
Im Juli 2007 übernahm Blackstone die Hotelkette Hilton und wurde damit zum viertgrößten Hotelbetreiber der Welt. Mit einem Gesamtpreis von 26 Milliarden US-Dollar ist die Transaktion die bislang größte Übernahme in der Touristik.
Im Zuge der Finanzkrise musste auch die Blackstone Group mehrere Quartalverluste in Millionenhöhe melden. Der Wert der Aktie hatte verglichen mit dem Börsengang im Juni 2007 zeitweise mehr als 90 Prozent an Wert verloren, sich inzwischen aber wieder etwas erholt (Stand April 2012). Im Sommer 2015 lag der Wert der Aktie bei ca. 44 bis 32 USD; im Sommer 2016 hatte er sich wieder etwas vermindert auf Werte zwischen 20 und 30 USD.
Im Oktober 2011 wurde bekannt, dass Blackstone 44 % der Anteile der Salzburger Holding ACM Projektentwicklung von Leica Camera übernehmen will.
2014 beschäftigte die Blackstone Group 2.190 Mitarbeiter.
2015 verdiente Stephen A. Schwarzman als CEO der Blackstone Group 810,6 Millionen US-Dollar.
Im zweiten Quartal 2016 verwaltete die Blackstone Group ein Vermögen von 356,3 Milliarden US-Dollar.
Ende 2016 kaufte Blackstone Solvay Acetow in Freiburg im Breisgau.
Im November 2016 kaufte Blackstone Officefirst, die Bürosparte von IVG Immobilien. Der Kaufpreis betrug 3,3 Milliarden Euro, wie die Nachrichtenagentur Bloomberg berichtete.
Im Februar 2017 kaufte Blackstone die Cloud-Operations Firma Cloudreach.
Im Jahr 2018 übernahm Blackstone einen Mehrheitsanteil an Refinitiv von der Thomson-Reuters-Gruppe. Dieser wurde im August 2019 für 27 Milliarden US-Dollar an die Londoner Börse weiterveräußert.
Im Juni 2019 tätigte Blackstone den größten bislang bekannten Logistik-Deal in der Immobilienbranche: Blackstone erwarb für 18,7 Milliarden Dollar ein Portfolio aus Lagerhallen der Firma GLP aus Singapur. Mit den erworbenen 16,6 Millionen Quadratmetern, die alle in den USA gelegen sind, konnte Blackstone sein dortiges Logistik- und Industrieportfolio beinahe vordoppeln.
Im Juli 2020 gab Blackstone bekannt, den britischen Studentenwohnungsbetreiber IQ Student Accommodation von der US-Investmentbank Goldman Sachs für rund 5,56 Milliarden Euro kaufen zu wollen. IQ Student Accommodation besitzt und verwaltet mehr als 28.000 Betten für Studierende in ganz Großbritannien. Der Kauf muss noch von den Aufsichtsbehörden genehmigt werden.
Mitte Juli 2020 gab Blackstone seine Beteiligung an dem schwedischen Lebensmittelkonzern Oatly, dem Vorreiter auf dem Gebiet der Haferdrink-Herstellung, bekannt. Da Blackstone ebenfalls Anteile an Firmen hielt, die maßgeblich für die anhaltende Zerstörung des Amazonasregenwaldes verantwortlich waren, zudem der CEO von Blackstone, Stephen Schwarzman, bekennender Anhänger und ein enger Vertrauter des US-Präsidenten Donald Trump war, boykottierten Oatly-Verbraucher die Marke.
2021 gab Blackstone bekannt, eine Milliarde Dollar in einen neuen Fonds von Hipnosis Song Management (HSM) zu investieren, den größten Investor in Musik-Rechte in Großbritannien.
Im Oktober 2021 gab Blackstone eine Mehrheitsbeteiligung am mit 1,2 Mrd. US-Dollar bewerteten US-Unternehmen Spanx Inc. bekannt. Die in Atlanta ansässige Firma stellt Shapewear-Produkte her. Bemerkenswert an der Transaktion ist, dass sie von einem ausschließlich aus Frauen bestehenden Investmentteam von Blackstone vorbereitet wurde und dass das zu bildende Board of Directors ausschließlich aus Frauen bestehen soll.
Im Jahr 2024 hatte der weltweite Immobilienbesitz der Gruppe einen Wert von 600 Mrd. US-Dollar.

## Kritik
2009 erwarb Blackstone tausende Wohnungen der ehemals kommunalen Kieler Wohnungsbaugesellschaft (KWG). Dabei wurden eine mangelnde Instandhaltung der Wohnungen sowie stark steigende Mieten kritisiert.
Beteiligungsgesellschaften wie die Blackstone Group waren im April 2005 Anlass für die Heuschreckendebatte in Deutschland. Franz Müntefering sprach damals von Finanzinvestoren als „Heuschrecken“. Im Zuge der steigenden Investitionen in Deutschland nahm der Mitgründer und derzeitige Vorstandschef der Blackstone-Gruppe Stephen A. Schwarzman darauf Bezug. Angela Merkel hatte ihn um eine Erklärung des Geschäftsmodells von Private Equity gebeten. Er erwiderte, dass er eine gute Heuschrecke sei, denn sein Unternehmen würde schlecht geführte Unternehmen retten und damit Arbeitsplätze sichern.
Auch in der Diskussion um sehr hohe Managergehälter wurde der Name des Unternehmens an vorderster Front genannt. So erhielt Stephen A. Schwarzman im Jahre 2006 398,3 Millionen US-Dollar, im Jahr 2007 350 Millionen US-Dollar, und 2008 waren es sogar 702 Millionen US-Dollar.
Im Dezember 2018 schlossen Blackstones dänische Tochtergesellschaft North 360 und Frederiksberg Boligfond, ein gemeinnütziger Wohnbauträger, einen Kaufvertrag über mehrere hundert Wohnungen in Frederiksberg ab. Nach Kritik von Bewohnern und Politik und Unklarheit über die Rechtmäßigkeit des Vertrags, zog sich Blackstone im Oktober 2019 davon zurück.
Im Februar 2023 deckte die Washington Post auf, dass es in dem Blackstone-Unternehmen „Packers Sanitation Services Inc“ zu systematischer Kinderarbeit gekommen ist. Demnach wurden 102 Minderjährige im Alter von 13 Jahren in der US-amerikanischen Fleischindustrie eingesetzt, um etwa Schlachtanlagen in Konzernen wie JBS Foods und Cargill zu reinigen.